# Heroes of Might and Magic III: In the Wake of Gods
Heroes might and magic 3:In the Wake of Gods — неофіційне допонення відомої покрокової стратегії. Додає багато місця для креативу та багато настройок для гри, таких як генерали та отримання досвіду